# Cantone di Douvaine
Il Cantone di Douvaine era un cantone francese dell'arrondissement di Thonon-les-Bains.
A seguito della riforma approvata con decreto del 13 febbraio 2014, che ha avuto attuazione dopo le elezioni dipartimentali del 2015, è stato soppresso.

## Composizione
Comprendeva i comuni di:
- Ballaison
- Bons-en-Chablais
- Brenthonne
- Chens-sur-Léman
- Douvaine
- Excenevex
- Fessy
- Loisin
- Lully
- Massongy
- Messery
- Nernier
- Veigy-Foncenex
- Yvoire